# Corin Henry
Corin Henry (Randallstown, 5 ottobre 1988) è un cestista statunitense.

## Palmarès
- Campionato sloveno: 1

Primorska: 2018-19